# Morannes
Morannes is een plaats en voormalige gemeente in het Franse departement Maine-et-Loire in de regio Pays de la Loire. De plaats maakt deel uit van het arrondissement Angers.

## Geschiedenis
De gemeente maakte deel uit van het kanton Durtal totdat het kanton op 22 maart 2015 werd opgeheven en de gemeenten werden opgenomen in het kanton Tiercé. Op 1 januari 2016 fuseerden Chemiré-sur-Sarthe en Morannes tot de gemeente Morannes-sur-Sarthe. Nadat op 1 januari 2017 ook Daumeray toetrad tot de gemeente werd de naam aangepast naar de huidige naam Morannes sur Sarthe-Daumeray. In tegenstelling tot Chemiré-sur-Sarthe en Daumeray heeft Morannes niet de status van commune déléguée van fusiegemeente.

## Geografie
De oppervlakte van Morannes bedraagt 40,4 km², de bevolkingsdichtheid is 41,1 inwoners per km².
De onderstaande kaart toont de ligging van Morannes met de belangrijkste infrastructuur en aangrenzende gemeenten.

## Demografie
Onderstaande figuur toont het verloop van het inwonertal.
Chemiré-sur-Sarthe · Daumeray · Morannes